# Kyle Lightbourne
Kyle Lavince Lightbourne (Hamilton, 29 de setembro de 1968) é um ex-futebolista e treinador de futebol bermudense que atuava como atacante. Atualmente é técnico do Robin Hood, clube da primeira divisão do Campeonato Bermudense.

## Carreira
Em 23 anos como profissional, Lightbourne jogou por mais tempo no futebol inglês, com destaque para Walsall (165 partidas, com 65 gols marcados) e Stoke City (111 jogos e 21 gols), onde conquistou o título da Football League Trophy em 1999-00. Na velha Albion, o atacante defendeu ainda Scarborough, Coventry City, Fulham, Swindon Town, Macclesfield Town e Hull City, além do Cardiff City (clube galês que figura no sistema de ligas da Inglaterra) e uma rápida passagem pelo IFK Norrköping, onde não chegou a jogar.
Nas Bermudas, onde iniciou a carreira em 1986 no PHC Zebras (na época, Pembroke Hamilton), voltou ao clube que o lançou no futebol em 2003 e passou 4 temporadas. Em 2007, assinou com o Bermuda Hogges, juntamente com o também atacante Shaun Goater, principal jogador de futebol das Bermudas. Acumulando os cargos de jogador e treinador por 2 anos - chegou a ser emprestado ao PHC Zebras em 2008 - pendurou as chuteiras em 2009.

## Carreira internacional
Com 16 gols em 40 jogos disputados entre 1989 e 2004 pela Seleção Bermudense, Lightbourne nunca disputou uma competição de seleções oficial pela equipe nacional do arquipélago.

## Carreira como treinador
Além do Bermuda Hogges, Lightbourne exerceu o comando da Seleção Bermudense entre 2004 (quando ainda jogava) e 2007. Treinou tambem o PHC Zebras e o Robin Hood, onde trabalha desde 2012.

## Títulos
Stoke City
- Football League Trophy: 1999–00

PHC Zebras
- Campeonato Bermudense: 1988–89, 1989–90, 1991–92
- Bermuda FA Cup: 2007–08

## Links
- Kyle Lightbourne em National-Football-Teams.com